# داور اردلان
ایران داور اردلان (به انگلیسی: Davar Ardalan) (زاده ۱ آوریل ۱۹۶۴) نویسنده، روزنامه‌نگار و تهیه‌کننده ایرانی-آمریکایی است، که هم‌اکنون به‌عنوان تولیدکننده ارشد برنامه‌های سازمان رسانه‌ای ان پی آر فعالیت می‌کند. اردلان تاکنون سه کتاب نیز منتشر کرده‌است، که یکی از آنها به‌نام «نام من ایران است» (به انگلیسی: My Name is Iran) زندگی‌نامه وی می‌باشد.
وی در دوره کوتاهی کارمند سازمان صدا و سیمای ایران نیز بوده‌است. اردلان دانش‌آموخته دانشگاه نیومکزیکو است.
وی تا به حال در موسسات پرآوازه‌ای همانند مرکز بین‌المللی فرهیختگان وودرو ویلسون نیز سخنرانی نموده‌اند.
خانواده
او با جان اولیور اسمیت، مهندس محیط زیست و کارآفرین ازدواج کرده است. اردلان و اسمیت هشت فرزند دارند و در منطقه مترو واشنگتن دی سی زندگی می کنند
مادر او لاله بختیار محقق صوفیگری و اسلام‌ و پدر بزرگ و مادربزرگ او  دکتر ابوالقاسم بختیار و هلن جفریز بختیار پزشک و پرستار بودند و به عنوان بنیانگذاران نخستین بیمارستان خصوصی ایران در شهر تهران نیز شناخته می‌شوند. داور همچنین از نوادگان علی اکبر داور است.

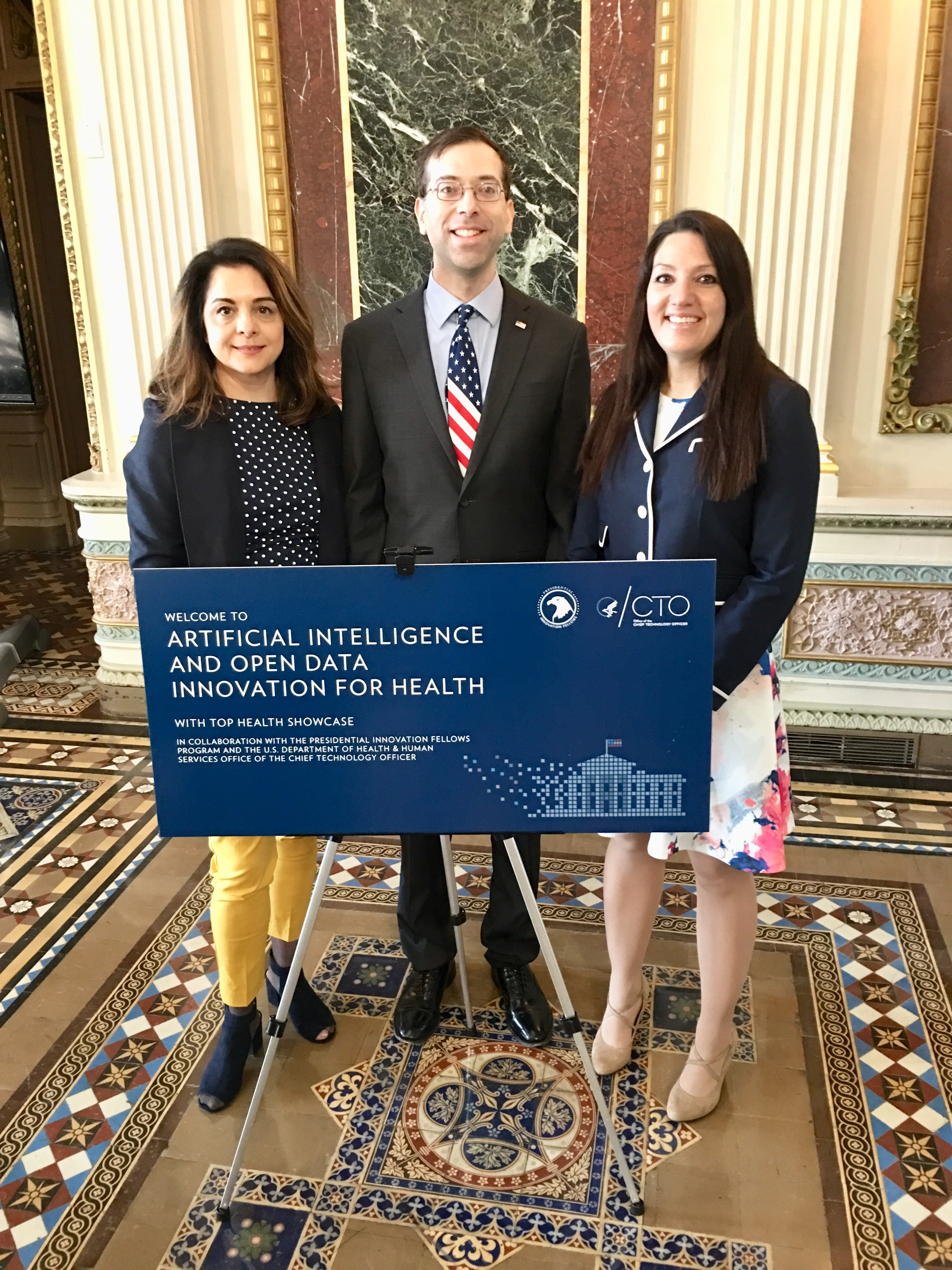
اردلان (سمت چپ) به عنوان معاون مدیر و مدیر داستان سرایی در انجمن نوآوری ریاست جمهوری کاخ سفید در اکتبر 2018